# Gy-l'Évêque
Pour les articles homonymes, voir Gy et L'Évêque.
Gy-l'Évêque est une commune française située dans le département de l'Yonne en région Bourgogne-Franche-Comté.

## Géographie

### Climat
Pour des articles plus généraux, voir Climat de la Bourgogne-Franche-Comté et Climat de l'Yonne.
En 2010, le climat de la commune est de type climat océanique dégradé des plaines du Centre et du Nord, selon une étude du Centre national de la recherche scientifique s'appuyant sur une série de données couvrant la période 1971-2000. En 2020, Météo-France publie une typologie des climats de la France métropolitaine dans laquelle la commune est exposée à un climat océanique altéré et est dans une zone de transition entre les régions climatiques « Lorraine, plateau de Langres, Morvan » et « Centre et contreforts nord du Massif Central ». 
Pour la période 1971-2000, la température annuelle moyenne est de 10,6 °C, avec une amplitude thermique annuelle de 15,3 °C. Le cumul annuel moyen de précipitations est de 842 mm, avec 12,7 jours de précipitations en janvier et 8,2 jours en juillet. Pour la période 1991-2020, la température moyenne annuelle observée sur la station météorologique de Météo-France la plus proche, « Molesmes_sapc », sur la commune de Les Hauts de Forterre à 16 km à vol d'oiseau, est de 11,1 °C et le cumul annuel moyen de précipitations est de 850,3 mm. 
La température maximale relevée sur cette station est de 40,6 °C, atteinte le 25 juillet 2019 ; la température minimale est de −20 °C, atteinte le 9 janvier 1985,,. 
Les paramètres climatiques de la commune ont été estimés pour le milieu du siècle (2041-2070) selon différents scénarios d'émission de gaz à effet de serre à partir des nouvelles projections climatiques de référence DRIAS-2020. Ils sont consultables sur un site dédié publié par Météo-France en novembre 2022.

## Urbanisme

### Typologie
Au 1er janvier 2024, Gy-l'Évêque est catégorisée commune rurale à habitat dispersé, selon la nouvelle grille communale de densité à sept niveaux définie par l'Insee en 2022.
Elle est située hors unité urbaine. Par ailleurs la commune fait partie de l'aire d'attraction d'Auxerre, dont elle est une commune de la couronne,. Cette aire, qui regroupe 104 communes, est catégorisée dans les aires de 50 000 à moins de 200 000 habitants,.

### Occupation des sols
L'occupation des sols de la commune, telle qu'elle ressort de la base de données européenne d’occupation biophysique des sols Corine Land Cover (CLC), est marquée par l'importance des territoires agricoles (79,2 % en 2018), une proportion sensiblement équivalente à celle de 1990 (79,4 %). La répartition détaillée en 2018 est la suivante : 
terres arables (69,8 %), forêts (18,2 %), zones agricoles hétérogènes (7,8 %), zones urbanisées (2,5 %), cultures permanentes (1,7 %). L'évolution de l’occupation des sols de la commune et de ses infrastructures peut être observée sur les différentes représentations cartographiques du territoire : la carte de Cassini (XVIIIe siècle), la carte d'état-major (1820-1866) et les cartes ou photos aériennes de l'IGN pour la période actuelle (1950 à aujourd'hui).

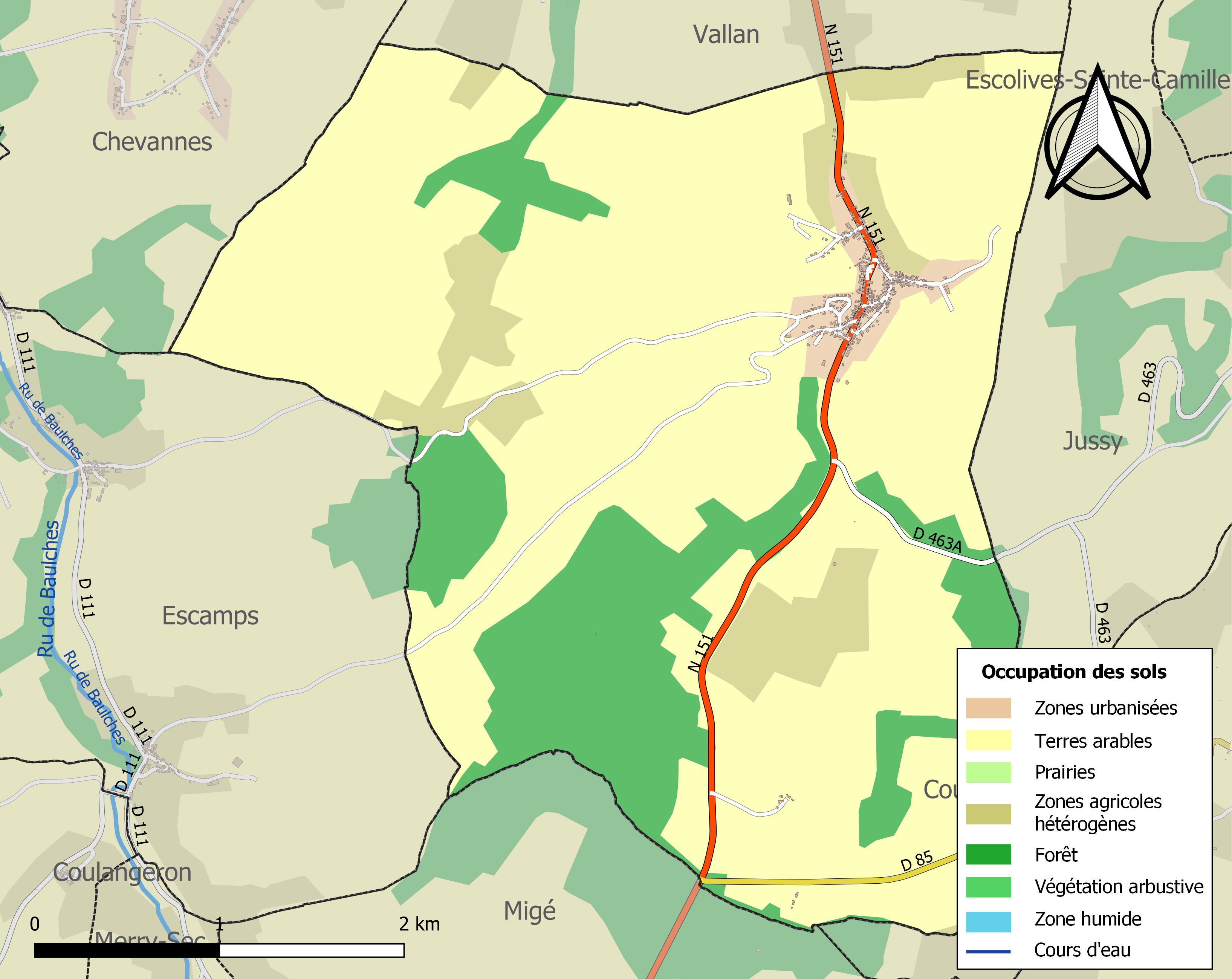
Carte des infrastructures et de l'occupation des sols de la commune en 2018 (CLC).

## Histoire
Dans son ensemble, le territoire paroissial est la propriété des évêques d'Auxerre depuis le règne de Charles le Chauve. Il est principalement traversé par un chemin allant d'Auxerre à Courson, les chemins d'Avigneau, d'Escamps, de Coulanges n'étant que des dessertes de finages. Le grand chemin d'origine romaine passe très au large au Nord (voie romaine d'Auxerre à Entrains).
Aliéné entre 912 et 914 par le vicomte d'Auxerre pendant cinq ou six ans, le domaine est racheté à grand frais par l'évêque saint Betton (év. 915-918) peu avant 918. Pour autant, le lieu ne dispute pas à Regennes (paroisse d'Appoigny) et à Varzy (Nièvre) le statut de résidence épiscopale. Les évêques y investissent régulièrement, bâtissant maison de pierre, chapelle, plantant des vignes (peu avant 1114) ; grange de pierre, maisons, autres vignes (entre 1152 et 1167) ; maisons, four, toujours des vignes (peu avant 1182). La "Maison de l'évêque" citée dans le terrier des environs de 1325 précède le château ruiné de 1612. Ce bâtiment n'est pas documenté après la guerre de Cent Ans.
Le censier des environs de 1325 cite la maison et le clos de l'évêque, l'église, la halle, le four et des rues : la Grande Rue, la rue Chievre, la rue de Coste-Boire, la rue de la Fontaine et la rue de Chanion. Cette voirie subsiste de nos jours malgré les destructions considérables survenues localement durant la phase terminale du combat opposant le duc Charles le Téméraire à Louis XI.
Aux XIIIe et XIVe siècles un maire et un forestier gèrent les droits épiscopaux, le premier rendant en outre la justice la plus modeste.
Au début du XVIe siècle, la paysannerie du village entre majoritairement sous le contrôle de la bourgeoisie d'Auxerre, ce qui n'était pas le cas précédemment. Cette faiblesse est confirmée par l'absence de fortification du village, comme au moins 65 autres paroisses des pays de l'Yonne sauront le faire, après le désastre de Pavie. Il est vrai que le hameau de Vallan partage avec le siège de la paroisse les habitants.
Aux XVIIe et XVIIIe siècles, un receveur gère les droits locaux de l'évêque.
La paroisse s'étend jusqu'à la Révolution à la fois sur le village de Gy-l'Évêque et sur l'annexe de Vallan. Cette dernière devient tardivement une commune de plein exercice.

### Ancien Régime
Prés, vignobles et labours fournissent la subsistance de la population agricole durant des siècles. Le village est dans l'orbite économique de la ville d'Auxerre.
Sur le plan judiciaire, il est administré par un lieutenant et un procureur fiscal de la seigneurie (épiscopale). Par ce biais, la famille Ansel se fait connaître dans les environs et y administre de nombreuses justices seigneuriales.
Aux XVIe et XVIIe siècles, des notables d'Auxerre d'apparence noble (les Fouldriat et les Leclerc) croisent des écuyers locaux (de La Ferrière et de La Roche).
Le passage de la route d'Auxerre à Nevers procure une importance routière au village jamais connue alors, et justifiant un temps la présence de commerces et d'artisans.

## Politique et administration
| Période    | Période | Identité               | Étiquette | Qualité |
| ---------- | ------- | ---------------------- | --------- | ------- |
| avant 1988 | ?       | Raymond Bonnet         |           |         |
|            |         |                        |           |         |
| avant 2010 |         | Jean-Charles Guillaume |           |         |

## Démographie
L'évolution du nombre d'habitants est connue à travers les recensements de la population effectués dans la commune depuis 1793. Pour les communes de moins de 10 000 habitants, une enquête de recensement portant sur toute la population est réalisée tous les cinq ans, les populations de référence des années intermédiaires étant quant à elles estimées par interpolation ou extrapolation. Pour la commune, le premier recensement exhaustif entrant dans le cadre du nouveau dispositif a été réalisé en 2007.

En 2022, la commune comptait 446 habitants, en évolution de −1,55 % par rapport à 2016 (Yonne : −1,95 %, France hors Mayotte : +2,11 %).
| 1793 | 1800 | 1806 | 1821 | 1831 | 1836 | 1841 | 1846 | 1851 |
| ---- | ---- | ---- | ---- | ---- | ---- | ---- | ---- | ---- |
| 486  | 514  | 505  | 541  | 575  | 574  | 619  | 650  | 609  |

| 1856 | 1861 | 1866 | 1872 | 1876 | 1881 | 1886 | 1891 | 1896 |
| ---- | ---- | ---- | ---- | ---- | ---- | ---- | ---- | ---- |
| 586  | 635  | 655  | 621  | 623  | 630  | 640  | 614  | 581  |

| 1901 | 1906 | 1911 | 1921 | 1926 | 1931 | 1936 | 1946 | 1954 |
| ---- | ---- | ---- | ---- | ---- | ---- | ---- | ---- | ---- |
| 588  | 580  | 533  | 466  | 420  | 391  | 405  | 404  | 458  |

| 1962 | 1968 | 1975 | 1982 | 1990 | 1999 | 2006 | 2007 | 2012 |
| ---- | ---- | ---- | ---- | ---- | ---- | ---- | ---- | ---- |
| 396  | 381  | 430  | 354  | 443  | 417  | 459  | 465  | 457  |

| 2017 | 2022 | - | - | - | - | - | - | - |
| ---- | ---- | - | - | - | - | - | - | - |
| 454  | 446  | - | - | - | - | - | - | - |

## Lieux et monuments
L'église paroissiale est patronnée par saint Phal. Appuyée contre un talus et faisant face à une place publique l'église Saint-Phal de Gy-l'Évêque s'est effondrée deux fois, au XVIe siècle et en 1924. Elle a été classée par arrêté en 1925 et 1929. À l'issue du second effondrement, les pouvoirs publics ont classé les ruines, s'engageant de ce fait à "les maintenir en état". Seul le clocher a survécu, la sonnerie des cloches ayant son utilité. La presse internationale[réf. souhaitée] cite la statue de bois du "Christ aux orties" (en fait un grand Christ en croix) trouvé dans les décombres par un apprenti bouilleur de cru à la recherche de combustible.
L'action du curé Paul Verrier, doyen de Coulanges-la-Vineuse, puis celle de Jean Meunier (1927-2012), ont permis à l'Association du Christ aux orties de financer la remise à niveau des murs de l'église, la couverture de la nef, du chœur, des bas-côtés, la pose des vitraux et le rangement des moellons et éboulis dans un hangar.
Sur le monument aux morts pacifiste se trouvent les inscriptions « GUERRE à la GUERRE » et « PAIX entre tous les PEUPLES ». C'est un des monuments aux morts pacifistes français.

Monument aux morts pacifiste de Gy-L'Évêque :
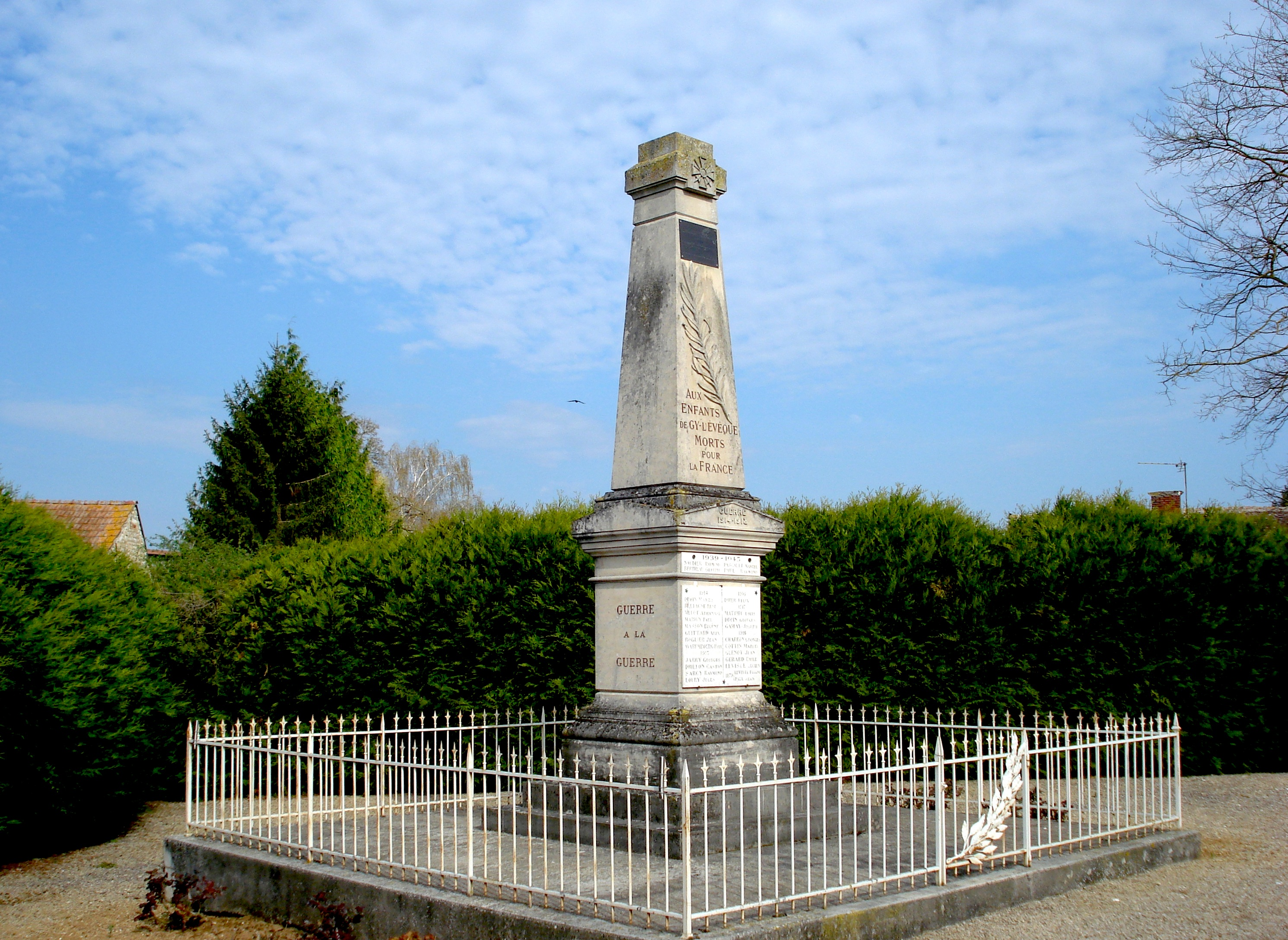
Monument aux morts.
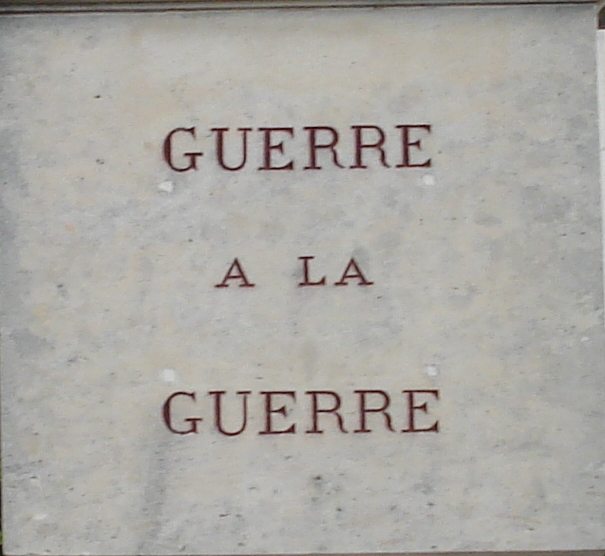
Inscription.
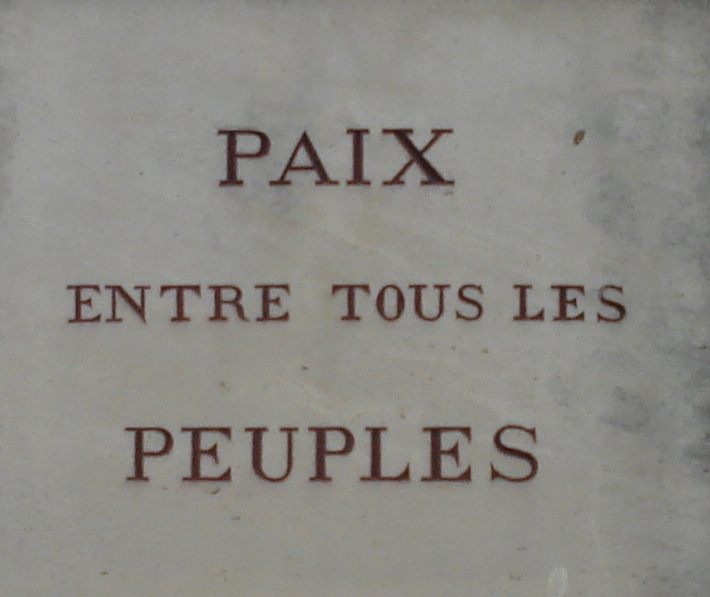
Inscription.

L'église Saint-Phal de Gy-l'Évêque s'est effondrée deux fois, au XVIe siècle et en 1924. Elle a été classée par arrêté en 1925 et 1929.

## Personnalités liées à la commune

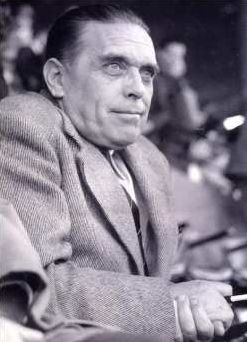
Paul Nicolas en 1957.

- Piéral (1923-2003), acteur, il vécut en nourrice à Gy chez Monsieur et Madame Lapointe.
- Mariette Brion, ancienne députée et sénatrice de la Charente y est née le 6 avril 1908[23].
- L'ancien international de football puis président de la Ligue de football professionnel, Paul Nicolas, y est mort dans un accident de voiture le 3 mars 1959.
- Raymond Manevy (1895-1961) journaliste, est né dans la commune.

## Pour approfondir